# Hong Deok-young
Hong Deok-young (* 5. Mai 1921 in Hamhŭng; † 13. September 2005 in Seoul) war ein südkoreanischer Fußballtorhüter, -schiedsrichter und -trainer.

## Karriere

### Spieler
Hong war vor seiner Zeit in der südkoreanischen Nationalmannschaft beim Seoul FC aktiv. Danach bestritt er bei den Olympischen Spielen 1948 als Teil der südkoreanischen Mannschaft seine ersten Partien. Bei diesem Turnier hütete er auch beim ersten Sieg der Geschichte der Nationalmannschaft das Tor, einem 5:3 über Mexiko in der Vorrunde. Auch bei der Weltmeisterschaft 1954 war er Teil des Kaders und hütete hier ebenfalls in beiden Gruppenspielen das Tor. Durch die 0:9-Niederlage gegen Ungarn und das spätere 0:7 gegen die Türkei ist er bis heute der Torwart, der die meisten Tore in einem WM-Turnier hinnehmen musste. Zuvor im Jahr agierte er bereits für seine Mannschaft auch noch bei den Asienspielen 1954. Nach diesem Jahr beendete er dann seine Karriere als Spieler mit 25 Einsätzen für die A-Mannschaft.

### Schiedsrichter und Trainer
Nach seiner Karriere als Spieler war er von 1957 bis 1967 als Schiedsrichter aktiv und bekam hier für seine Tätigkeit von der FIFA im Jahr 1974 noch einen Sonderschiedsrichterpreis verliehen.
Von 1959 bis 1962 agierte er als Cheftrainer der Mannschaft der Korea University. Anschließend führte er diese Position von 1969 bis 1976 als Trainer des Klubs Seoul Bank aus. Im November 1971 war er zudem kurzzeitig Nationaltrainer von Südkorea.

## Sonstiges
Durch seine Diabetes-Erkrankung musste er bereits als Torwart eine Brille auf dem Platz tragen, in seinem späteren Lebensverlauf erblindete er schließlich komplett.